# Saint-Jacques-d'Aliermont
Saint-Jacques-d'Aliermont é uma comuna francesa na região administrativa da Normandia, no departamento de Sena Marítimo. Estende-se por uma área de 7,78 km². Em 2010 a comuna tinha 346 habitantes (densidade: 44,5 hab./km²).